# Cizinec přichází
Cizinec přichází (finský titul zní Vieras mies tuli taloon) je psychologicky laděná novela finského spisovatele Miky Waltariho vydaná v roce 1937 v Helsinkách. Je to příběh o lásce a nenávisti situovaný na odlehlý finský venkovský statek.
Kniha překonávala mnohá dobová tabu (např. zde zazněla obhajoba mimomanželského vztahu, nepotrestaná vražda, silné erotické momenty...). Podle Panu Rajaly, předsedy klubu Miky Waltariho, je zde podobnost s díly anglického spisovatele D. H. Lawrence. Rovněž je první autorovou knihou, která se zabývá venkovskými motivy.
Waltari se zúčastnil anonymní soutěže vypsané největším finským nakladatelstvím Werner Söderström Osakeyhtiö a vyhrál hlavní cenu. Když pak byl identifikován jako autor díla, porotu to překvapilo, neboť do té doby byl Waltari považován za městského spisovatele.
Kniha vyvolala ve Finsku obrovský skandál a Waltari pod veřejným tlakem napsal pokračování, novelu s názvem Dohra, aby uklidnil vzbouřené reakce.
Česky kniha vyšla poprvé v roce 1941 v překladu Vladimíra Skaličky.

## Postavy
- Aaltonen – protagonista příběhu, „cizinec“
- Herman – starý hospodář
- hospodyně
- „muž ze zadní komory“ – manžel

## Děj
Na finský venkovský statek přichází „cizinec“ Aaltonen, který odešel od ženy, jež mu byla nevěrná. Postupně se sblíží s hospodyní, která má za muže alkoholika a hulváta. Ta se do něj zamiluje a on její city po čase opětuje. Podváděný manžel se o jejich vztahu později dozví a spřádá plány, jak Aaltonena zabít. Nakonec jej zastřelí v lese při štípání dříví. Žena zaslechne výstřely a jakmile dorazí na místo činu a sezná, že její manžel zavraždil jejímu srdci milovanou osobu, pocítí palčivou nenávist, bere do ruky Aaltonenovu sekeru a svého tyrana ubíjí k smrti. Starý hospodář Herman jí pomáhá odstranit obě těla.
Žena pak zažívá psychické peklo, ale musí žít dál, čeká Aaltonenovo dítě.

## Česká vydání
- Cizinec přichází, 1. vydání, 1941, nakladatelství Rodina, překlad Vladimír Skalička, 148 stran
- Cizinec přichází, 2. vydání, Knižní klub, 2005, ISBN 80-242-1465-2, překlad Jan Petr Velkoborský, 144 stran, vázaná

## Filmové adaptace
- Vieras mies tuli taloon, 1938, Finsko, režie Wilho Ilmari[4]
- Vieras mies, 1957, Finsko, režie Hannu Leminen[5]